# Japanse stompstaartkat
De Japanse stompstaartkat of Japanse bobtail is een kattenras met een zeer korte, bijzondere staart van 10 tot 12 cm, die meestal opgerold is tot een stompje van amper 5 cm. Het ras komt zowel in korthaar als halflanghaar voor en is een oorspronkelijk fenotype van de huiskat zoals die in Japan voorkomt.
De Japanse kunst toont dat deze kat ten minste duizend jaar al voorkomt op de Japanse archipel. Ook op het vasteland van Rusland tot in Indonesië en op de Filipijnen komen katten met een sterk verkorte staart voor. In oude Chinese manuscripten wordt gesproken van katten met 'een staart in de vorm van een scepter', en er doen in Azië allerlei verzonnen verklaringen de rondte over de oorzaak van de verkorte staart. De niet-offensieve vervorming van de staart van de bobtail heeft niet dezelfde oorsprong of erfelijke basis als de kortstaartige tot staartloze manxkat, en is in tegenstelling tot de Manx ook niet dodelijk bij homozygotie. Wel heeft het gen evenals het Manx gen een variabele expressie. Het ras komt in alle mogelijke kleuren en patronen voor. De (altijd vrouwelijke) variëteit zwartschildpad met wit heeft de bijnaam "Mi-Ke" en wordt in Japan als een geluksbrenger beschouwd.

## Raskenmerken
- Lichaam: elegant maar gespierd en krachtig
- Kop: met lange bogen, brede snuit, ogen hebben heel hoge rand, grote oren, veel kleuren
- Karakter: actief, zelfstandig, extravert met sterke familiebanden.